# Gery Verlinden
Gery Verlinden (* 1. Mai 1954 in Mortsel) ist ein ehemaliger belgischer Radrennfahrer.

## Werdegang
Schon als Amateur konnte Gery Verlinden Erfolge vorweisen. So wurde er 1975 Belgischer Vize-Meister in der Einerverfolgung und errang den Titel in der Mannschaftsverfolgung (mit Karel Andries, Hugo Van Gastel und Willy Sprangers). 1976 gewann er den Circuit Franco-Belge und 1977 die Limburg-Rundfahrt.
1978 wurde Verlinden Profi. Im selben Jahr gewann er die Tour of Scotland. 1979 wurde er Belgischer Meister im Straßenrennen. 1980 gewann er die Meisterschaft von Zürich. 1981 belegte er Rang drei in der Gesamtwertung der Belgien-Rundfahrt und Rang zwei der belgischen Straßenmeisterschaft, hinter Roger De Vlaeminck, sowie Rang vier bei der Deutschland-Rundfahrt. 1982 siegte er bei der Kampioenschap van Vlaanderen, 1984 im Grand Prix de Hannut und 1985 im Eintagesrennen Flèche Hesbignonne-Cras Avernas.
Sechsmal startete Gery Verlinden bei der Tour de France, 1980 wurde er 22., 1981 belegte er Platz 25.
1983 wurde Verlinden bei einem Autounfall schwer verletzt. 1987 beendete er seine Radsport-Karriere.

## Erfolge
1978
- eine Etappe Tour de Suisse
- Grote Prijs Stad Vilvoorde
- Großer Preis der Dortmunder Union-Brauerei
- Hyon–Mons

1979
- Belgischer Meister – Straßenrennen

1980
- Meisterschaft von Zürich
- Le Samyn

1981
- Herinneringsprijs Dokter Tistaert–Prijs Groot-Zottegem
- De Kustpijl
- eine Etappe Vier Tage von Dünkirchen

1982
- Kampioenschap van Vlaanderen

1984
- eine Etappe Herald Sun Tour
- Grand Prix de Hannut
- Schaal Sels

1985
- eine Etappe Herald Sun Tour
- Flèche Hesbignonne–Cras Avernas